# Liste der Bodendenkmäler in Trostberg
Auf dieser Seite sind die Bodendenkmäler in der oberbayerischen Stadt Trostberg zusammengestellt. Diese Tabelle ist eine Teilliste der Liste der Bodendenkmäler in Bayern. Grundlage ist die Bayerische Denkmalliste, die auf Basis des Bayerischen Denkmalschutzgesetzes vom 1. Oktober 1973 erstmals erstellt wurde und seither durch das Bayerische Landesamt für Denkmalpflege geführt wird. Die folgenden Angaben ersetzen nicht die rechtsverbindliche Auskunft der Denkmalschutzbehörde.

## Bodendenkmäler der Stadt

### Bodendenkmäler in der Gemarkung Heiligkreuz
| Lage                                 | Objekt | Akten-Nr.     | Bild                                                          |
| ------------------------------------ | --- | ------------- | ------------------------------------------------------------- |
| Heiligkreuz (Standort)               | Verebnete Abschnittsbefestigung des frühen Mittelalters. Siehe auch: Abschnittsbefestigung Heiligkreuz                                                                                      | D-1-7941-0209 |                                                               |
| Heiligkreuz (Standort)               | Villa rustica der römischen Kaiserzeit. Siehe auch: Villa rustica, Römische Kaiserzeit | D-1-7941-0211 |                                                               |
| Heiligkreuz (Standort)               | Untertägige spätmittelalterliche und frühneuzeitliche Befunde im Bereich der katholischen Filialkirche St. Sixtus und Sebastian in Deinting und ihres Vorgängerbaus.                        | D-1-7941-0281 | Untertägige spätmittelalterliche und frühneuzeitliche Befunde |
| Heiligkreuz Kirchstraße 1 (Standort) | Untertägige spätmittelalterliche und frühneuzeitliche Befunde im Bereich der katholischen Pfarrkirche Hl. Kreuz in Heiligkreuz und ihres Vorgängerbaus. Siehe auch: Heiligkreuz (Trostberg) | D-1-7941-0290 | Untertägige spätmittelalterliche und frühneuzeitliche Befunde |

### Bodendenkmäler in der Gemarkung Lindach
| Lage               | Objekt | Akten-Nr.     | Bild                                                          |
| ------------------ | --- | ------------- | ------------------------------------------------------------- |
| Lindach (Standort) | Untertägige spätmittelalterliche und frühneuzeitliche Befunde im Bereich der katholischen Kirche St. Peter und Paul in Lindach. Siehe auch: Lindach (Trostberg) | D-1-7941-0294 | Untertägige spätmittelalterliche und frühneuzeitliche Befunde |

### Bodendenkmäler in der Gemarkung Oberfeldkirchen
| Lage                                          | Objekt | Akten-Nr.     | Bild                                                          |
| --------------------------------------------- | --- | ------------- | ------------------------------------------------------------- |
| Oberfeldkirchen Tinninger Straße 3 (Standort) | Untertägige spätmittelalterliche und frühneuzeitliche Befunde im Bereich der katholischen Pfarrkirche St. Thomas in Oberfeldkirchen. Siehe auch: Oberfeldkirchen | D-1-7941-0299 | Untertägige spätmittelalterliche und frühneuzeitliche Befunde |
| Oberfeldkirchen Kirchenweg 7 (Standort)       | Untertägige spätmittelalterliche und frühneuzeitliche Befunde im Bereich der katholischen Filialkirche St. Nikolaus in Tinning mit aufgelassenem Friedhof.       | D-1-7941-0302 | Untertägige spätmittelalterliche und frühneuzeitliche Befunde |

### Bodendenkmäler in der Gemarkung Trostberg
| Lage                                 | Objekt | Akten-Nr.     | Bild                                                         |
| ------------------------------------ | --- | ------------- | ------------------------------------------------------------ |
| Trostberg (Standort)                 | Untertägige mittelalterliche und frühneuzeitliche Siedlungsteile der historischen Marktsiedlung Trostberg. | D-1-7941-0007 |                                                              |
| Trostberg (Standort)                 | Reihengräberfeld des frühen Mittelalters. Siehe auch: Reihengrab, Mittelalter | D-1-7941-0206 |                                                              |
| Trostberg (Standort)                 | Körpergräber des frühen Mittelalters. Siehe auch: Körpergrab | D-1-7941-0207 |                                                              |
| Trostberg (Standort)                 | Untertägige spätmittelalterliche und frühneuzeitliche Befunde im Bereich von Schloss Schedling. | D-1-7941-0226 |                                                              |
| Trostberg (Standort)                 | Untertägige mittelalterliche und frühneuzeitliche Befunde im Bereich der ehemaligen Burg Trostberg und ihrer Vorgängerbauten. Siehe auch: Burg Trostberg | D-1-7941-0228 | weitere Bilder                                               |
| Trostberg Marienplatz 1 (Standort)   | Untertägige spätmittelalterliche und frühneuzeitliche Befunde im Bereich der katholischen Stadtpfarrkirche St. Andreas in Trostberg und ihres Vorgängers mit abgegangener Seelenkapelle St. Ursula und aufgelassenem Friedhof. Siehe auch: St. Andreas (Trostberg) | D-1-7941-0229 | weitere Bilder                                               |
| Trostberg Vormarkt 36 (Standort)     | Untertägige frühneuzeitliche Befunde im Bereich der katholischen Kapelle St. Sebastian in Trostberg. | D-1-7941-0230 | Untertägige frühneuzeitliche Befunde                         |
| Trostberg (Standort)                 | Untertägige spätmittelalterliche und frühneuzeitliche Befunde im Bereich der vorstädtischen Siedlungserweiterung Schedling mit abgegangenem Adelssitz Niedertrostberg.                                                                                             | D-1-7941-0231 |                                                              |
| Trostberg (Standort)                 | Untertägige spätmittelalterliche und frühneuzeitliche Siedlungsteile der westlichen Markterweiterung von Trostberg (Vormarkt). | D-1-7941-0259 |                                                              |
| Trostberg Möglinger Weg 1 (Standort) | Untertägige mittelalterliche und frühneuzeitliche Befunde im Bereich der katholischen Filialkirche St. Maria in Mögling und ihrer Vorgängerbauten. | D-1-7941-0296 | Untertägige mittelalterliche und frühneuzeitliche Befunde im |